# Hansruedi Bruder
Hansruedi Bruder (* 2. Juni 1937 in Schinznach; † 19. Januar 1998 in Olten) war ein Schweizer Sprinter, der sich auf den 400-Meter-Lauf spezialisiert hatte.
1960 wurde er bei den Olympischen Spielen in Rom Sechster in der 4-mal-400-Meter-Staffel.
Bei den Leichtathletik-Europameisterschaften 1962 in Budapest gewann er Bronze in der 4-mal-400-Meter-Staffel und erreichte über 400 m den Halbfinal.
Von 1961 bis 1963 wurde er dreimal in Folge Schweizer Meister. Am 9. Juli 1961 stellte er in Colombes mit 46,6 s einen nationalen Rekord auf, der im Jahr darauf von Peter Laeng gebrochen wurde.